# 西千明
西 千明（にし ちあき、1983年6月16日 - ）は、日本の元女子プロレスラー。身長 161cm、体重 63kg、血液型B型。愛知県岡崎市出身。

## 経歴
1999年に吉本女子プロレスJd'に入門。練習生時代から阿部幸江の唄う「貧乳」のバックダンサーとして注目を集める。2000年8月3日の後楽園ホール大会で、阿部幸江とのシングル戦でデビューを果たす。
「ナチュラル・ボーン・ナチュラル」とも呼ばれる天然キャラクターの持ち主であり、2001年10月にはその天然ぶりが買われて吉本新喜劇にゲスト出演したこともあった。また、NEO女子プロレスのレギュラーとしても活躍してJWP女子プロレスのアキュート冴（引退）とのコンビ「反マシンガンズ同盟」でNEOマシンガンズと抗争を展開した。
2002年3月3日の対MARUとのシングル戦終了後、突如「普通の女の子に戻りたい」と引退を表明し、3月31日に引退式が行われた。
プロレスラーとしての現役生活は1年7か月ほどである。

## タイトル歴
- 板橋グリーンホール認定タッグ王座（パートナーはアキュート冴）

## 入場テーマ
- EVERYTHING COUNTS（SUBSONIC FORCE） - 「ダンスマニア10」に収録。